# Klon srebrzysty
Klon srebrzysty (Acer saccharinum L.) – gatunek drzew z rodziny mydleńcowatych (Sapindaceae). W obrębie rodzaju klasyfikowany do sekcji Rubra. Występuje we wschodniej Ameryce Północnej. Jest częstym gatunkiem drzewa w Stanach Zjednoczonych. Do Europy sprowadzony w roku 1725, a do Polski na początku XIX wieku. Często sadzony w parkach lub przy drogach.

## Morfologia

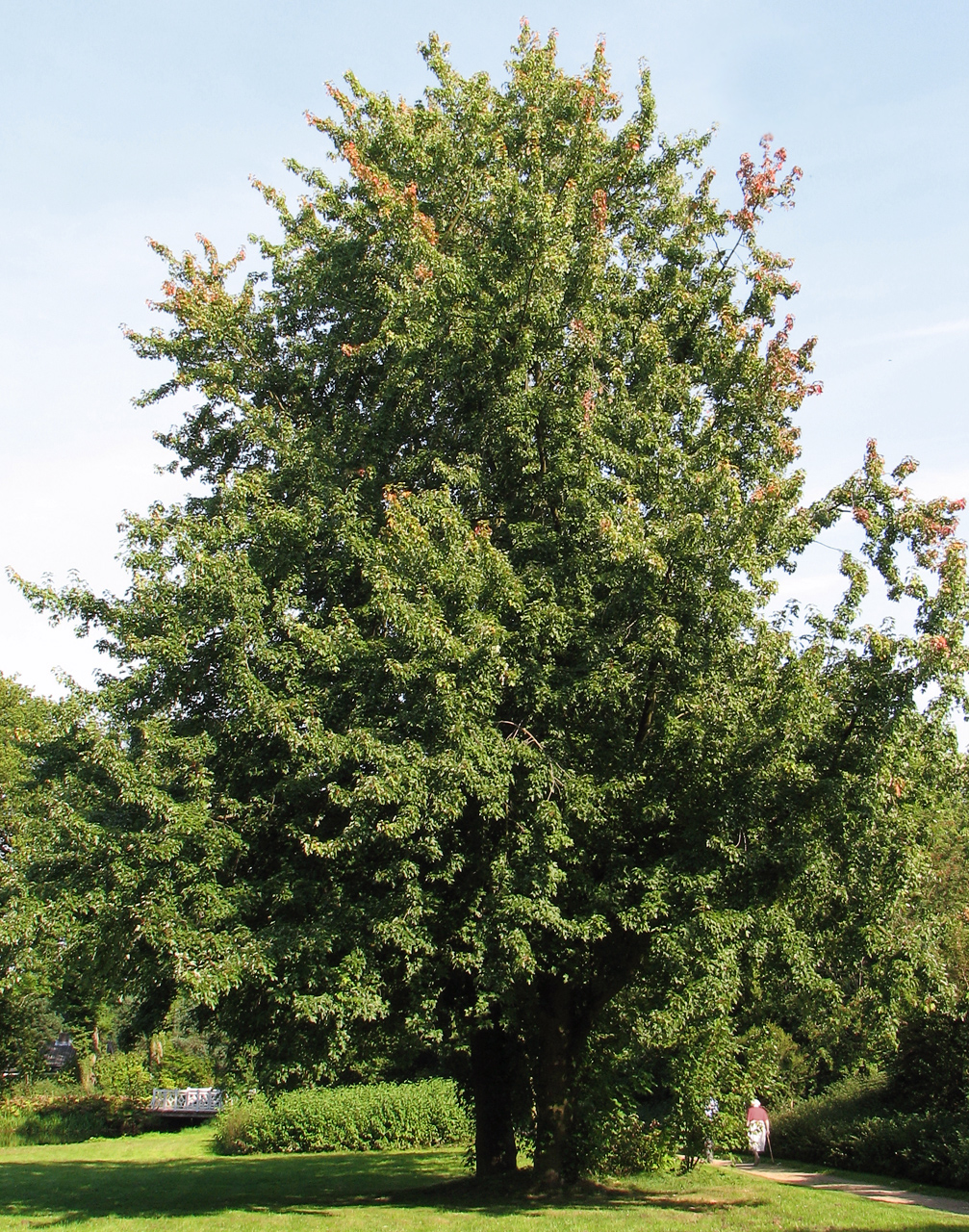
Pokrój

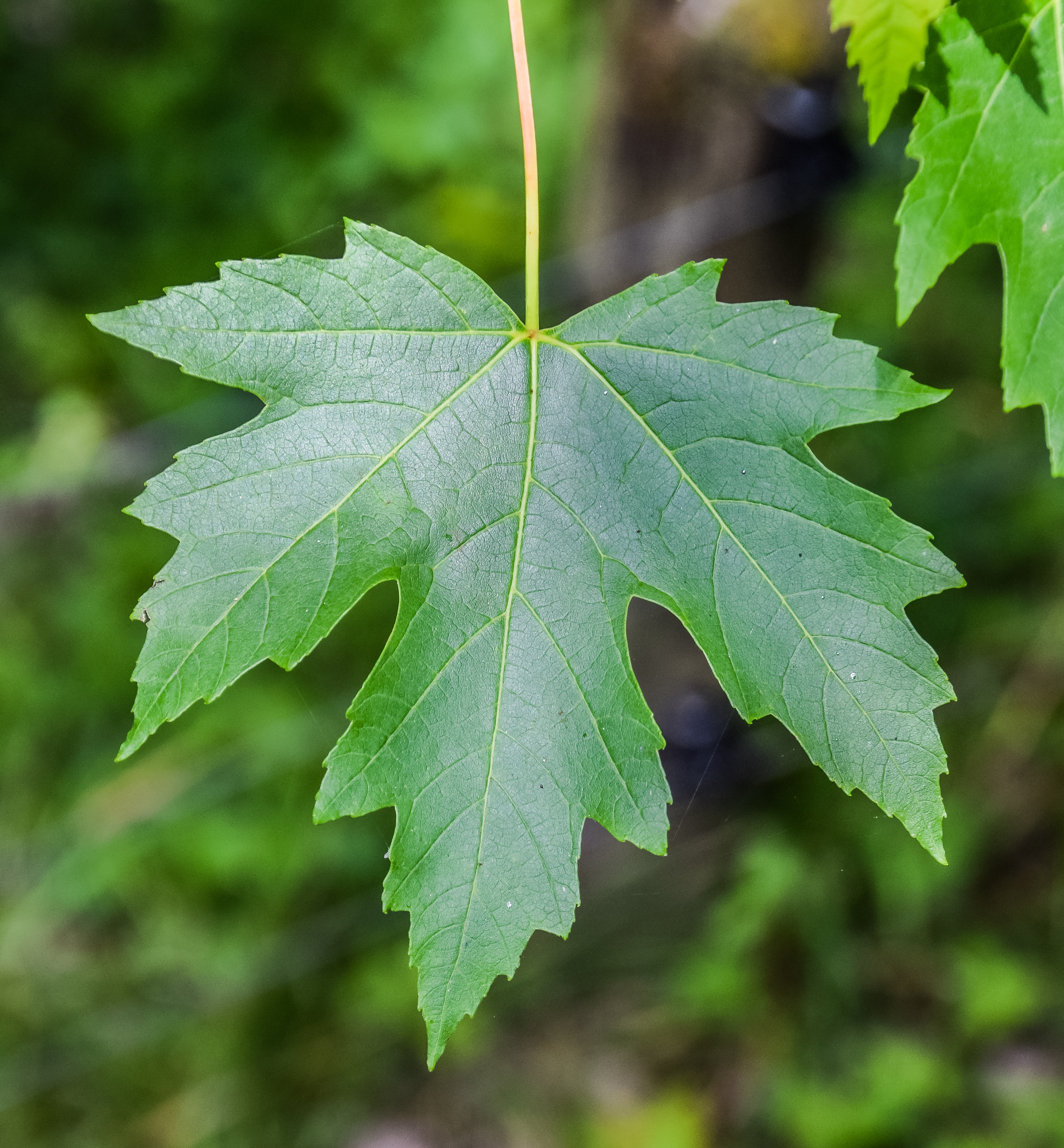
Liść

PokrójDrzewo dorastające w naturalnych warunkach do 40 m wysokości (w Polsce do ok. 30 m). Charakteryzuje się szeroką, luźną koroną i zwisającymi dolnymi gałęziami. Roślina dwupienna.
KoraGładka, ewentualnie pokryta siecią płaskich rynienek, łuszcząca się bardzo delikatnymi płytkami. Szara lub brunatna.
LiścieNaprzeciwległe, długoogonkowe. Zazwyczaj 5-klapowe, długości 8-14 cm, z wierzchu jasnozielone, od spodu srebrzystobiało owłosione, nie łysiejące. Jesienią wybarwiają się na żółto, rzadziej na czerwono.
KwiatyUkazują się przed pojawieniem się liści i są jednopłciowe. Kwiaty męskie – krótkoszypułkowe i żeńskie – długoszypułkowe występują osobno. Kwitnie od kwietnia do maja.
OwocDwa złączone z sobą orzeszki o skrzydełkach szeroko rozwartych. Często jedno z dwóch skrzydełek jest słabiej rozwinięte.

## Biologia i ekologia
Klon srebrzysty jest w swojej ojczyźnie typowym drzewem nizin, gdzie razem z brzozami, olszami, wierzbami i innymi gatunkami rodzaju Acer tworzy luźne skupienia. Nie jest więc właściwie drzewem leśnym, lecz gatunkiem typowym dla zadrzewień łęgowych na glebach okresowo zalewanych. Jego szybki wzrost i efektowny rozwój jako drzewa wolno stojącego czynią z niego prawie idealne drzewo parków miejskich. Wielkie okazy czasem łamią się przy silnym wietrze.

## Zastosowanie
- Roślina ozdobna. Sadzony jest w parkach, zieleńcach miejskich, w alejach.
- Drewno jest lekkie, ale kruche, z tego powodu rzadziej używane w stolarstwie, w przeciwieństwie do wielu innych gatunków klonów o trwałym, twardym drewnie. Łatwe w obróbce[potrzebny przypis].
- po rozdrobnieniu jako pulpa do produkcji papieru
- Często, ze względu na podobną nazwę łacińską, mylony z klonem cukrowym (Acer saccharum)[potrzebny przypis]. Sok wędrujący do pędów w czasie rozwoju liści, zawiera cukier, choć w mniejszym stężeniu niż w klonie cukrowym. Rdzenni mieszkańcy Ameryki Północnej, którzy odkryli możliwość pozyskiwania cukru z klonu cukrowego, nakłuwali pnie aby zbierać sok[7] z którego dzisiaj wytwarza się syrop klonowy.